# 辻村明須香
辻村 明須香（つじむら あすか、1982年（昭和57年）11月28日 - ）は、福岡県田川市出身の女子プロゴルファーである。愛称は「あすみん」。身長170cm、体重56kg。血液型A型。TOSHIN所属。得意クラブはパター。

## 経歴
- 4歳でおもちゃのクラブを握り始め、小学3年の時に本格的にゴルフを始める。
- 北九州市の九州ゴルフ専門学校を卒業後、2003年（平成15年）に2度目の挑戦でプロテスト合格（75期生）。
- 2007年（平成19年）3月のツアー開幕戦ダイキンオーキッドレディスに主催者推薦で出場し、プレーオフで米山みどりに敗れたものの2位と大健闘を見せた。
- 吉川ひなの、長谷川京子、新垣結衣らと同じ事務所レプロエンタテインメントに所属。フジテレビ「ジャンクSPORTS」に出演するなど、美人ゴルファーとして注目されている。
- 2007年9月、インスタントラーメンの日清食品とスポンサードを結ぶ。

## 年度別成績
| 年 度  | 出場試合数 | 獲得賞金    | 賞金順位 | 最高成績 |
| ------ | ---------- | ----------- | -------- | -------- |
| 2004年 | 28試合     | 195万2000円 | 101位    | 33位T    |
| 2005年 | 7試合      | 52万0000円  | 146位    | 46位T    |
| 2006年 | 8試合      | 758万2050円 | 76位     | 3位T     |
| 2007年 | 7試合      | 830万6000円 | 74位     | 2位      |
| 2008年 | 32試合     | 277万3000円 | 103位    | 25位T    |
| 2009年 | 9試合      | 84万6000円  | 129位    | 39位T    |